# Sulcacis
Sulcacis là một chi bọ cánh cứng trong họ Ciidae.

## Các loài
- Sulcacis bidentulus Rosenhauer, 1847
- Sulcacis fronticornis Panzer, 1805
- Sulcacis japonicus Nobuchi, 1960
- Sulcacis nitidus Fabricius, 1792
- Sulcacis nobuchii Kawanabe, 1997